# Aricia pseudoallous
Aricia pseudoallous är en fjärilsart som beskrevs av Obrztsov 1935. Aricia pseudoallous ingår i släktet Aricia och familjen juvelvingar. Inga underarter finns listade i Catalogue of Life.